# Espace Comedia
 (janvier 2024).
La mise en forme du texte ne suit pas les recommandations de Wikipédia : il faut le « wikifier ».
Les points d'amélioration suivants sont les cas les plus fréquents. Le détail des points à revoir est peut-être précisé sur la page de discussion.
- Les titres sont pré-formatés par le logiciel. Ils ne sont ni en capitales, ni en gras.
- Le texte ne doit pas être écrit en capitales (les noms de famille non plus), ni en gras, ni en italique, ni en « petit »…
- Le gras n'est utilisé que pour surligner le titre de l'article dans l'introduction, une seule fois.
- L'italique est rarement utilisé : mots en langue étrangère, titres d'œuvres, noms de bateaux, etc.
- Les citations ne sont pas en italique mais en corps de texte normal. Elles sont entourées par des guillemets français : « et ».
- Les listes à puces sont à éviter, des paragraphes rédigés étant largement préférés. Les tableaux sont à réserver à la présentation de données structurées (résultats, etc.).
- Les appels de note de bas de page (petits chiffres en exposant, introduits par l'outil «  Source ») sont à placer entre la fin de phrase et le point final[comme ça].
- Les liens internes (vers d'autres articles de Wikipédia) sont à choisir avec parcimonie. Créez des liens vers des articles approfondissant le sujet. Les termes génériques sans rapport avec le sujet sont à éviter, ainsi que les répétitions de liens vers un même terme.
- Les liens externes sont à placer uniquement dans une section « Liens externes », à la fin de l'article. Ces liens sont à choisir avec parcimonie suivant les règles définies. Si un lien sert de source à l'article, son insertion dans le texte est à faire par les notes de bas de page.
- La présentation des références doit suivre les conventions bibliographiques. Il est recommandé d'utiliser les modèles {{Ouvrage}}, {{Chapitre}}, {{Article}}, {{Lien web}} et/ou {{Bibliographie}}. Le mode d'édition visuel peut mettre en forme automatiquement les références.
- Insérer une infobox (cadre d'informations à droite) n'est pas obligatoire pour parachever la mise en page.

Pour une aide détaillée, merci de consulter Aide:Wikification.
Si vous pensez que ces points ont été résolus, vous pouvez retirer ce bandeau et améliorer la mise en forme d'un autre article.
L'Espace Comedia, actuellement en activité en tant que salle de spectacle, a commencé son histoire en 1920 sous le nom de Comœdia, s'érigeant comme l'un des plus anciens cinémas de Toulon et de France. En 1990, ce lieu culturel a été transformé en salle de spectacle pluridisciplinaire, adoptant son nouveau nom. Situé dans le quartier du Mourillon au 10 rue Orvès, l’Espace Comedia assure d'octobre à juin une programmation de théâtre, musique, cinéma, danse et spectacles jeune public. Il est géré et animé par la compagnie « Théâtre de la Méditerranée » dirigé par André Neyton.

## La création dans les années 1920
En 1919, Joseph Rosa, photographe officiel de l’Opéra de Toulon, passionné de cinéma et dépositaire d'un brevet concernant un nouveau système d'éclairage de studio, le « Rosa Lux », achète une vaste grange dans le quartier du Mourillon qu'il aménage intégralement. C'est alors la grande époque du cinéma muet. Dès 1920, le premier cinéma du Mourillon voit le jour, il s'appellera Le Comœdia. Rosa arpente les rues de Toulon avec sa voiture pour en faire la publicité. De Charlot à Keaton, en passant par Valentino, c’est au Comœdia que les Toulonnais assisteront au premier film parlant, Le chanteur de jazz avec Al Jolson.

## Des années 30 au bombardement de 1943
Sept ans plus tard, Joseph Rosa décide de passer la main. La salle qui compte alors 650 places  voit se succéder plusieurs gérants de Féraud à Paron, puis Marchand. Mais en pleine guerre, le 24 novembre 1943, le cinéma subit les bombardements. Ce n'est qu'au milieu des années 1950 que la salle rouvrira. À l'époque les cinémas fleurissent, après le Royal, le Rex, et le Fémina, c'est le Gaumont qui ouvre place de la Liberté.

## Les années 1980, Wisen et le Club Comœdia
Dès 1984, c'est Albert Wisen, l'un des Monsieurs Cinéma du tout Toulon, qui s’installe au Comœdia qui compte alors deux salles, 300 places, une bibliothèque et une cafétéria. Le patron du Gaumont, M. Delpuech, et la Number One d'Utopial, sont présents à l'inauguration qui se fera avec la projection du long métrage néo-zélandais, Utu. On y projette jusqu'à quatre films par jour. Désormais se trouve sur la façade un Tati géant qui surplombe la place. Eddy Mitchell y enregistre alors une de ses "Dernières Séances". En parallèle, le club « Comœdia » voit le jour. Il permet aux toulonnais d’acheter un fragment de la salle, afin d’éviter qu’il ne soit transformé en supermarché. En échange, ils pourront assister à des avant-premières, des dîners-débats avec Bertrand Tavernier, André Dussollier, ou encore Toscan du Plantié. Wisen est alors soutenu par des élus, comme François Trucy ou Sabine Girard-Reydet, mais aussi par de nombreux particuliers et associations.

## Des années 1990 à aujourd'hui, longtemps le seul lieu de théâtre de toulonnais
Mais les années passant, le cinéma Comœdia finira par fermer ses portes. Avec l'accord de la famille Rosa, l'association « Théâtre de la Méditerranée », dirigée par André Neyton et qui promeut les échanges culturels méditerranéens, a entrepris d'importants travaux pour transformer le cinéma en salle de spectacle. Ces rénovations ont été rendues possibles grâce au financement de la Ville de Toulon, du Conseil Général du Var et du Ministère de la Culture. À la suite de cette transformation, le Comœdia, qui sera désormais écrit « Comedia », subira une refonte totale : il comprendra une salle de spectacle de 230 places avec un plateau de 110 m2 (de 13 m sur 8 avec une ouverture de 10 m) et une seconde salle, plus petite, destinée aux formes scéniques plus intimistes, qui servira également de salle de travail. Dès lors, le Comœdia sera rebaptisé « Espace Comedia ».
L’inauguration débute par la projection d'un Buster Keaton accompagné en direct au piano. Puis, après Utu en 1984,  c’est Ubu de Jarry, par le Nada Théâtre qui fera l'ouverture théâtrale le 14 mars 1991. S’en suivra le faiseur de bulles Peb Bou, et le marionnettiste Jordi Bertran. Une inauguration en présence de Pierre Joffard, préfet du Var, Maurice Arreckx, président du Conseil Général du Var, François Trucy, sénateur maire, Louis Colombani, député du Var, Maurice Delplace, maire de La Garde. Tous prendront un à un la parole, évoquant avec émotion les souvenirs familiaux du cinéma muet des années 20.

## 2021, un théâtre menacé de démolition
Dès 2021, le Théâtre est menacé de démolition. En effet, ses propriétaires prévoient une opération immobilière visant à démolir le théâtre afin d’en faire des logements,,. Le Théâtre de la Méditerranée alerte le Ministère de la Culture qui, comme le prévoit l’Ordonnance 452939 relative aux salles de spectacles, interdit sa démolition.  
Depuis l’été 2023, un conflit  oppose l’association « Théâtre de la Méditerranée », aux propriétaires historiques. 